# Muzeum Regionalne w Oleśnie
Oleskie Muzeum Regionalne im. Jana Nikodema Jaronia w Oleśnie – muzeum położone w Oleśnie, noszące imię Jana Nikodema Jaronia – poety i dramatopisarza, powstańca śląskiego. Placówka jest miejską jednostką organizacyjną.
Muzeum powstało w 1960 roku. Jego pierwszą siedzibą był budynek przy ul. Pieloka 18. W latach 80. XX wieku zostało przeniesione do pomieszczeń oleskiego ratusza, gdzie mieściło się do 2005 roku. Wówczas to jego siedzibą stała się zabytkowa kamienica barokowa z XVIII wieku przy ul. Jaronia.
Aktualnie w muzeum prezentowane są ekspozycje:
- archeologiczna, prezentująca eksponaty z wykopalisk przeprowadzonych na ziemi oleskiej,
- historyczna, ukazująca historię miasta od początków po czasy współczesne oraz postacie osób z nim związanych (m.in. Józef Lompa, Jan Nikodem Jaroń, Emanuel Kania).
- Izba Leśno-Łowiecka, zorganizowana przez Nadleśnictwo Olesno, prezentująca trofea łowieckie oraz okazy tutejszej fauny.

Muzeum jest obiektem całorocznym, czynnym od poniedziałku do piątku oraz w drugą niedzielę miesiąca. Wstęp jest bezpłatny.